# Hugo Maria Kritz
Hugo Maria Kritz (eigentlich Gustav Hugo Maria Krizkovsky) (* 13. August 1905 in Jungbunzlau, Österreich-Ungarn; † 1988) war ein österreichisch-deutscher Schriftsteller und Drehbuchautor.

## Leben
Krizkovsky verbrachte die ersten Jahre seines Lebens in Österreich-Ungarn, die späteren Jahre in München. Seinen Lebensunterhalt verdiente er vorrangig mit seiner Tätigkeit als Drehbuchautor für Unterhaltungsfilme.

## Werke
- 1933: Hände aus dem Dunkel
- 1936: Die große und die kleine Welt
- Im Kino fing es an … Ein Roman um geheimnisvolle Vorgänge im Berliner Westen. Knorr und Hirth, München 1937
- 1938: Schwarzfahrt ins Glück
- 1940: Golowin geht durch die Stadt
- 1942: Die heimliche Gräfin
- 1943: Die kluge Marianne
- 1943: Man rede mir nicht von Liebe
- 1946: Praterbuben
- 1950: Wer bist du, den ich liebe?
- 1951: Der schweigende Mund
- 1952: Wir werden das Kind schon schaukeln (Schäm dich, Brigitte)
- 1953: Alles für Papa
- 1953: Liebeskrieg nach Noten
- 1953: Wirbel um Irene (Irene in Nöten)
- 1954: Geständnis unter vier Augen
- 1955: Die Wirtin zur Goldenen Krone
- 1960: Die Frau am dunklen Fenster

## Verfilmungen
- 1943: Man rede mir nicht von Liebe
- 1943: Die kluge Marianne